# Persone di nome Massimo
| Questa pagina contiene informazioni ricavate automaticamente dalle voci biografiche con l'ausilio del template Bio e di un bot. L'aggiornamento è periodico e automatico e ricostruisce completamente la pagina. Se manca una persona in questa lista, sei pregato di non aggiungerla, ma accertati piuttosto che la sua voce biografica contenga il template Bio e che i dati anagrafici siano correttamente compilati. Se il template Bio manca, inseriscilo tu stesso o, in alternativa, metti l'avviso {{tmp\|Bio}} che ne segnala la mancanza. Se i dati riportati sono sbagliati, correggi direttamente la voce biografica; le modifiche saranno visibili in questa lista entro pochi giorni. Per chiarimenti vedi il progetto antroponimi. La lista contiene solo le 747 persone che sono citate nell'enciclopedia e per le quali è stato implementato correttamente il template Bio. Pagina aggiornata al 6 ago 2025. |

Questa è una lista di persone presenti nell'enciclopedia che hanno il nome Massimo, suddivise per attività principale.

## Allenatori di calcio a 5(1)
- Massimo Quattrini, allenatore di calcio a 5 e ex giocatore di calcio a 5 italiano (Roma, n. 1968)

## Allenatori di hockey su ghiaccio(3)
- Massimo Ansoldi, allenatore di hockey su ghiaccio e ex hockeista su ghiaccio italiano (Merano, n. 1975)
- Massimo Da Rin, allenatore di hockey su ghiaccio e ex hockeista su ghiaccio italiano (Cortina d'Ampezzo, n. 1960)
- Massimo Fedrizzi, allenatore di hockey su ghiaccio e ex hockeista su ghiaccio italiano (Bolzano, n. 1968)

## Allenatori di hockey su pista(2)
- Massimo Giudice, allenatore di hockey su pista e ex hockeista su pista italiano (Salerno, n. 1967)
- Massimo Mariotti, allenatore di hockey su pista e ex hockeista su pista italiano (Grosseto, n. 1964)

## Allenatori di pallacanestro(8)
- Massimo Bernardi, allenatore di pallacanestro italiano (Santarcangelo di Romagna, n. 1960)
- Massimo Cancellieri, allenatore di pallacanestro italiano (Teramo, n. 1972)
- Massimo Friso, allenatore di pallacanestro italiano (Padova, n. 1960)
- Massimo Galli, allenatore di pallacanestro italiano (Varese, n. 1960)
- Massimo Maffezzoli, allenatore di pallacanestro italiano (Verona, n. 1976)
- Massimo Mangano, allenatore di pallacanestro e giornalista italiano (Palermo, n. 1950 - Napoli, † 2000)
- Massimo Riga, allenatore di pallacanestro italiano (n. 1958)
- Massimo Romano, allenatore di pallacanestro italiano (Napoli, n. 1970)

## Allenatori di pallavolo(4)
- Massimo Barbolini, allenatore di pallavolo italiano (Modena, n. 1964)
- Massimo Bellano, allenatore di pallavolo italiano (Termoli, n. 1973)
- Massimo Botti, allenatore di pallavolo e ex pallavolista italiano (Piacenza, n. 1973)
- Massimo Dagioni, allenatore di pallavolo italiano (Roma, n. 1966)

## Allenatori di sci alpino(1)
- Massimo Rinaldi, allenatore di sci alpino e dirigente sportivo italiano (Bormio, n. 1965)

## Allenatori di tennis(1)
- Massimo Sartori, allenatore di tennis italiano (Vicenza, n. 1967)

## Altisti(1)
- Massimo Di Giorgio, ex altista italiano (Udine, n. 1958)

## Antifascisti(2)
- Massimo Avanzini, antifascista italiano (Milano, n. 1886 - Brescia, † 1952)
- Massimo Ottolenghi, antifascista, avvocato e scrittore italiano (Torino, n. 1915 - Torino, † 2016)

## Apneisti(1)
- Massimo Scarpati, apneista italiano (Napoli, n. 1942)

## Arbitri di calcio(4)
- Massimo Busacca, ex arbitro di calcio svizzero (Bellinzona, n. 1969)
- Massimo Ciulli, arbitro di calcio italiano (Roma, n. 1940 - Roma, † 2023)
- Massimo De Santis, ex arbitro di calcio italiano (Tivoli, n. 1962)
- Massimo Leni, ex arbitro di calcio italiano (Perugia, n. 1950)

## Arbitri di calcio a 5(1)
- Massimo Cumbo, ex arbitro di calcio a 5 italiano (Roma, n. 1966)

## Arbitri di pallanuoto(1)
- Massimo Savarese, ex arbitro di pallanuoto italiano (Genova, n. 1966)

## Archeologi(2)
- Massimo Osanna, archeologo e dirigente pubblico italiano (Venosa, n. 1963)
- Massimo Pallottino, archeologo italiano (Roma, n. 1909 - Roma, † 1995)

## Architetti(6)
- Massimo Baldi, architetto italiano (Pistoia, n. 1927 - Firenze, † 1986)
- Massimo Carmassi, architetto, progettista e restauratore italiano (San Giuliano Terme, n. 1943)
- Massimo Iosa Ghini, architetto e designer italiano (Bologna, n. 1959)
- Massimo Pauletto, architetto e scenografo italiano (Ginevra, n. 1973)
- Massimo Pica Ciamarra, architetto italiano (Napoli, n. 1937)
- Massimo Scolari, architetto, pittore e designer italiano (Novi Ligure, n. 1943)

## Arcivescovi(1)
- Massimo I di Costantinopoli, arcivescovo bizantino (Alessandria d'Egitto)

## Arcivescovi ortodossi(4)
- Massimo V, arcivescovo ortodosso greco (Sinope, n. 1897 - Svizzera, † 1972)
- Massimo III di Costantinopoli, arcivescovo ortodosso greco (Costantinopoli, † 1482)
- Massimo IV di Costantinopoli, arcivescovo ortodosso e religioso greco
- Massimo II di Costantinopoli, arcivescovo ortodosso bizantino († 1216)

## Arrangiatori(1)
- Max Longhi, arrangiatore, compositore e direttore d'orchestra italiano (Milano, n. 1968)

## Artisti(1)
- Massimo Bartolini, artista italiano (Cecina, n. 1962)

## Astisti(1)
- Massimo Allevi, ex astista italiano (Ascoli Piceno, n. 1969)

## Astrofisici(3)
- Massimo Capaccioli, astrofisico italiano (Montenero d'Orcia, n. 1944)
- Massimo Della Valle, astrofisico italiano (Bari, n. 1957)
- Massimo Villata, astrofisico e autore di fantascienza italiano (Torino, n. 1954)

## Astronomi(3)
- Massimo Cimino, astronomo, astrofisico e museologo italiano (Nicastro, n. 1908 - Roma, † 1991)
- Massimo Tarenghi, astronomo italiano
- Massimo Ziboli, astronomo italiano

## Attivisti(1)
- Massimo Toschi, attivista e politico italiano (Porcari, n. 1944 - Lucca, † 2023)

## Attori(41)
- Massimo Andrei, attore e regista italiano (Napoli, n. 1967)
- Massimo Belli, attore e regista italiano (Assisi, n. 1951)
- Massimo Bellinzoni, attore italiano (Roma, n. 1965)
- Massimo Boldi, attore, comico e produttore cinematografico italiano (Luino, n. 1945)
- Massimo Bonetti, attore italiano (Roma, n. 1951)
- Massimo Bulla, attore e ex modello italiano (Busto Arsizio, n. 1971)
- Massimo Buscemi, attore e personaggio televisivo italiano (Laveno-Mombello, n. 1947)
- Massimo Cagnina, attore italiano (Agrigento, n. 1973)
- Massimo Castri, attore e regista italiano (Cortona, n. 1943 - Firenze, † 2013)
- Massimo Ceccherini, attore, regista e comico italiano (Firenze, n. 1965)
- Massimo Ciavarro, attore e produttore cinematografico italiano (Roma, n. 1957)
- Massimo Corvo, attore, doppiatore e direttore del doppiaggio italiano (Roma, n. 1959)
- Massimo Costa, attore italiano (Palermo, n. 1965)
- Massimo Dapporto, attore, doppiatore e dialoghista italiano (Milano, n. 1945)
- Massimo De Francovich, attore italiano (Roma, n. 1936)
- Massimo De Lorenzo, attore italiano (Reggio Calabria, n. 1968)
- Massimo De Rossi, attore italiano (Roma, n. 1956)
- Massimo De Santis, attore italiano (Roma, n. 1971)
- Massimo Foschi, attore e doppiatore italiano (Forlì, n. 1938)
- Massimo Ghini, attore e regista teatrale italiano (Roma, n. 1954)
- Massimo Girotti, attore italiano (Mogliano, n. 1918 - Roma, † 2003)
- Massimo Giuliani, attore, doppiatore e direttore del doppiaggio italiano (Roma, n. 1951)
- Massimo Lopez, attore, comico e imitatore italiano (Ascoli Piceno, n. 1952)
- Massimo Mesciulam, attore, regista e pedagogo italiano (Genova, n. 1952)
- Massimo Milazzo, attore, doppiatore e dialoghista italiano (Roma, n. 1947)
- Massimo Mirani, attore e drammaturgo italiano (n. 1943)
- Massimo Mollica, attore italiano (Pace del Mela, n. 1929 - Messina, † 2013)
- Massimo Nicolini, attore italiano (Rimini, n. 1981)
- Massimo Pianforini, attore italiano (Serrungarina, n. 1890 - Fano, † 1966)
- Massimo Poggio, attore italiano (Alessandria, n. 1970)
- Massimo Popolizio, attore, regista teatrale e doppiatore italiano (Genova, n. 1961)
- Massimo Reale, attore e sceneggiatore italiano (Firenze, n. 1966)
- Massimo Righi, attore italiano (Ferrara, n. 1935 - † 1983)
- Massimo Rocchi, attore, comico e regista italiano (Cesena, n. 1957)
- Massimo Sarchielli, attore cinematografico e mimo italiano (Firenze, n. 1931 - Roma, † 2010)
- Massimo Schuster, attore e regista italiano (Lodi, n. 1950)
- Massimo Serato, attore italiano (Oderzo, n. 1917 - Roma, † 1989)
- Massimo Troisi, attore, comico e regista italiano (San Giorgio a Cremano, n. 1953 - Lido di Ostia, † 1994)
- Massimo Venturiello, attore, regista teatrale e doppiatore italiano (Roccadaspide, n. 1957)
- Massimo Verdastro, attore e regista teatrale italiano (Roma, n. 1957)
- Massimo Wertmüller, attore e doppiatore italiano (Roma, n. 1956)

## Autori di videogiochi(1)
- Massimo Guarini, autore di videogiochi italiano (Milano, n. 1975)

## Autori televisivi(2)
- Massimo Coppola, autore televisivo, editore e regista italiano (Salerno, n. 1972)
- Massimo Martelli, autore televisivo e regista italiano (Bologna, n. 1957)

## Aviatori(1)
- Massimo Teglio, aviatore italiano (Genova, n. 1900 - Genova, † 1990)

## Avvocati(1)
- Massimo Annesi, avvocato e giurista italiano (Roma, n. 1923 - Roma, † 2005)

## Banchieri(3)
- Massimo Antonio Doris, banchiere e dirigente d'azienda italiano (Bassano del Grappa, n. 1967)
- Massimo Ponzellini, banchiere, dirigente d'azienda e dirigente pubblico italiano (Bologna, n. 1950)
- Massimo Tononi, banchiere e dirigente d'azienda italiano (Trento, n. 1964)

## Baritoni(1)
- Massimo Cavalletti, baritono italiano (Lucca, n. 1978)

## Bassisti(4)
- Massimo Moriconi, bassista italiano (Roma, n. 1955)
- Massimo Pupillo, bassista e compositore italiano (Roma)
- Massimo Spinosa, bassista e arrangiatore italiano (Milano, n. 1954)
- Massimo Vecchi, bassista, cantautore e contrabbassista italiano (Reggio Emilia, n. 1970)

## Batteristi(2)
- Massimo Barbiero, batterista, percussionista e compositore italiano (Ivrea, n. 1963)
- Massimo Manzi, batterista italiano (Roma, n. 1956)

## Biochimici(1)
- Massimo Piattelli Palmarini, biochimico e linguista italiano (Roma, n. 1942)

## Bobbisti(2)
- Massimo Bogana, ex bobbista italiano
- Massimo Fink, bobbista italiano (Val di Vizze, n. 1896 - Bressanone, † 1956)

## Cabarettisti(1)
- Pongo, cabarettista, personaggio televisivo e attore italiano (Milano, n. 1954)

## Calciatori(34)
- Massimo Berta, calciatore italiano (Genova, n. 1949 - Genova, † 2020)
- Massimo Bertagnoli, calciatore italiano (Verona, n. 1999)
- Massimo Bianchi, ex calciatore italiano (Piano di Mommio, n. 1956)
- Massimo Borgobello, ex calciatore italiano (Sacile, n. 1971)
- Massimo Bruno, calciatore belga (Boussu, n. 1993)
- Massimo Cacciatori, ex calciatore e allenatore di calcio italiano (Ascoli Piceno, n. 1951)
- Massimo Cardelli, ex calciatore italiano (Porto San Giorgio, n. 1967)
- Massimo Ceccoli, ex calciatore sammarinese (n. 1964)
- Massimo Cherubini, ex calciatore italiano (Firenze, n. 1945)
- Massimo Coda, calciatore italiano (Cava de' Tirreni, n. 1988)
- Massimo Drago, ex calciatore e allenatore di calcio italiano (Crotone, n. 1971)
- Massimo Gallaccio, ex calciatore italiano (Roma, n. 1970)
- Massimo Giacomini, ex calciatore e allenatore di calcio italiano (Udine, n. 1939)
- Massimo Giannelli, ex calciatore italiano (Carrara, n. 1970)
- Massimo Ginelli, ex calciatore italiano (Casalpusterlengo, n. 1965)
- Massimo Gobbi, ex calciatore italiano (Milano, n. 1980)
- Massimo Gregori, ex calciatore italiano (Monterotondo, n. 1964)
- Massimo Grima, ex calciatore maltese (n. 1969)
- Massimo Loviso, ex calciatore e allenatore di calcio italiano (Bentivoglio, n. 1984)
- Massimo Luongo, calciatore australiano (Sydney, n. 1992)
- Massimo Lupini, ex calciatore italiano (Perugia, n. 1954)
- Massimo Manca, ex calciatore italiano (Monteroni di Lecce, n. 1977)
- Massimo Mancini, ex calciatore italiano (Livorno, n. 1955)
- Massimo Mattolini, calciatore italiano (San Giuliano Terme, n. 1953 - Bagno a Ripoli, † 2009)
- Massimo Mauti, ex calciatore italiano (Roma, n. 1960)
- Massimo Meani, ex calciatore italiano (Monza, n. 1960)
- Massimo Migliorini, ex calciatore italiano (Firenze, n. 1948)
- Massimo Minetti, calciatore italiano (Genova, n. 1978)
- Massimo Murdocca, ex calciatore australiano (Carlton, n. 1984)
- Massimo Orlando, ex calciatore e allenatore di calcio italiano (San Donà di Piave, n. 1971)
- Massimo Palanca, ex calciatore italiano (Loreto, n. 1953)
- Massimo Radice, ex calciatore italiano (Seregno, n. 1963)
- Massimo Volta, calciatore italiano (Desenzano del Garda, n. 1987)
- Massimo Zilli, calciatore italiano (Udine, n. 2002)

## Canottieri(1)
- Massimo Guglielmi, ex canottiere italiano (Civitavecchia, n. 1970)

## Cantanti(6)
- Babaman, cantante e rapper italiano (Rho, n. 1975)
- John De Leo, cantante e compositore italiano (Lugo, n. 1970)
- Massimo Modugno, cantante italiano (Roma, n. 1966)
- Massimo Morante, cantante, chitarrista e compositore italiano (Roma, n. 1952 - Roma, † 2022)
- Billy More, cantante italiano (Milano, n. 1965 - Milano, † 2005)
- Massimo Morini, cantante, musicista e regista italiano (Genova, n. 1967)

## Cantautori(10)
- Massimo Altomare, cantautore italiano (Verona, n. 1951)
- Massimo Bizzarri, cantautore e compositore italiano (Acquasanta Terme, n. 1948)
- Massimo Bubola, cantautore, scrittore e produttore discografico italiano (Terrazzo, n. 1954)
- Massimo Di Cataldo, cantautore, musicista e produttore discografico italiano (Roma, n. 1968)
- Massimo Dorati, cantautore e autore televisivo italiano (Milano, n. 1953 - Milano, † 2012)
- Massimo Melodia, cantautore, compositore e musicista italiano (Palermo, n. 1950 - Palermo, † 2012)
- Massimo Morsello, cantautore e terrorista italiano (Roma, n. 1958 - Londra, † 2001)
- Max Pezzali, cantautore e scrittore italiano (Pavia, n. 1967)
- Massimo Priviero, cantautore e compositore italiano (Jesolo, n. 1960)
- Massimo Riva, cantautore, musicista e produttore discografico italiano (Bologna, n. 1963 - Bologna, † 1999)

## Cardinali(2)
- Massimo Massimi, cardinale italiano (Roma, n. 1877 - Roma, † 1954)
- Massimo IV Saigh, cardinale e patriarca cattolico siriano (Aleppo, n. 1878 - Beirut, † 1967)

## Cardiochirurghi(1)
- Massimo Massetti, cardiochirurgo italiano (Cortona, n. 1964)

## Ceramisti(1)
- Massimo Baldelli, ceramista italiano (Città di Castello, n. 1935 - Città di Castello, † 2003)

## Cestisti(25)
- Massimo Antonelli, cestista italiano (Roma, n. 1953)
- Massimo Bianchi, ex cestista e allenatore di pallacanestro italiano (Milano, n. 1955)
- Massimo Borghetto, ex cestista italiano (Castelfranco Veneto, n. 1956)
- Massimo Bulleri, ex cestista e allenatore di pallacanestro italiano (Cecina, n. 1977)
- Massimo Casanova, ex cestista italiano (Monza, n. 1956)
- Massimo Chessa, ex cestista italiano (Sassari, n. 1988)
- Massimo Codevilla, ex cestista italiano (Tortona, n. 1962)
- Massimo Cosmelli, ex cestista italiano (Rosignano Marittimo, n. 1943)
- Massimo Farioli, ex cestista italiano (Bondeno, n. 1977)
- Massimo Ferraiuolo, ex cestista e dirigente sportivo italiano (Varese, n. 1965)
- Massimo Gattoni, ex cestista italiano (Pesaro, n. 1969)
- Massimo Guerra, cestista italiano (Jesolo, n. 1969)
- Massimo Iacopini, ex cestista e dirigente sportivo italiano (Empoli, n. 1964)
- Massimo Lucarelli, ex cestista e dirigente sportivo italiano (Ancona, n. 1950)
- Massimo Lucentini, cestista italiano (Roma, n. 1923)
- Massimo Masini, ex cestista e allenatore di pallacanestro italiano (Montecatini Terme, n. 1945)
- Massimo Mazzetto, cestista italiano (Padova, n. 1965 - Reggio Calabria, † 1986)
- Massimo Menghini, ex cestista italiano (Porto San Giorgio, n. 1969)
- Massimo Minto, ex cestista e dirigente sportivo italiano (Adria, n. 1965)
- Massimo Paronuzzi, ex cestista italiano (Venezia, n. 1949)
- Massimo Rossi, ex cestista italiano (San Giovanni Valdarno, n. 1963)
- Massimo Ruggeri, ex cestista italiano (Rimini, n. 1972)
- Massimo Sbaragli, ex cestista italiano (Rimini, n. 1964)
- Massimo Sorrentino, ex cestista italiano (Milano, n. 1969)
- Massimo Villetti, ex cestista e allenatore di pallacanestro italiano (Viterbo, n. 1944)

## Chitarristi(7)
- Massimo Alviti, chitarrista e compositore italiano (Roma, n. 1958)
- Massimo Fantoni, chitarrista, arrangiatore e compositore italiano (Poppi, n. 1969)
- Massimo Laura, chitarrista italiano (Sanremo, n. 1957)
- Massimo Luca, chitarrista, compositore e produttore discografico italiano (Santa Margherita Ligure, n. 1950)
- Massimo Scattolin, chitarrista italiano (Treviso, n. 1956)
- Massimo Varini, chitarrista, arrangiatore e insegnante italiano (Reggio nell'Emilia, n. 1970)
- Massimo Zamboni, chitarrista, cantautore e scrittore italiano (Reggio Emilia, n. 1957)

## Ciclisti su strada(5)
- Massimo Apollonio, ex ciclista su strada italiano (Casorate Primo, n. 1970)
- Massimo Donati, ex ciclista su strada italiano (Santa Maria a Monte, n. 1967)
- Massimo Giunti, ex ciclista su strada italiano (Pesaro, n. 1974)
- Massimo Graziato, ex ciclista su strada italiano (Este, n. 1988)
- Massimo Strazzer, ex ciclista su strada e pistard italiano (Zevio, n. 1969)

## Collaboratori di giustizia(1)
- Massimo Speranza, collaboratore di giustizia e criminale italiano (Cerreto Guidi, n. 1956)

## Comici(4)
- Massimo Bagnato, comico e personaggio televisivo italiano (Roma, n. 1972)
- Niba, comico, attore e mimo italiano (Camerano, n. 1973)
- Massimo Olcese, comico e attore italiano (Genova, n. 1957)
- Max Pisu, comico, cabarettista e attore italiano (Legnano, n. 1965)

## Compositori(3)
- Massimo Boario, compositore e direttore di banda italiano (Murisengo, n. 1880 - Torino, † 1956)
- Massimo De Carlo, compositore italiano (Ancona, n. 1955)
- Massimo Nunzi, compositore, trombettista e musicologo italiano (n. 1962)

## Conduttori radiofonici(2)
- Massimo Cirri, conduttore radiofonico e psicologo italiano (Carmignano, n. 1958)
- Massimo Oldani, conduttore radiofonico, critico musicale e giornalista italiano (Milano, n. 1960)

## Conduttori televisivi(1)
- Massimo Marino, conduttore televisivo e attore italiano (Roma, n. 1960 - Roma, † 2019)

## Costumisti(2)
- Massimo Cantini Parrini, costumista italiano (Firenze, n. 1972)
- Massimo Lentini, costumista e scenografo italiano

## Criminali(3)
- Massimo Ballone, criminale italiano (Pescara, n. 1961)
- Massimo Barbieri, criminale italiano (Roma, n. 1951 - Roma, † 1982)
- Massimo Carminati, criminale e terrorista italiano (Milano, n. 1958)

## Critici cinematografici(2)
- Massimo Benvegnù, critico cinematografico italiano (Piove di Sacco, n. 1972)
- Massimo Mida, critico cinematografico, regista e sceneggiatore italiano (Falconara Marittima, n. 1917 - Roma, † 1992)

## Critici d'arte(1)
- Massimo Scaringella, critico d'arte italiano (Roma, n. 1953)

## Critici letterari(2)
- Massimo Bacigalupo, critico letterario, anglista e regista italiano (Rapallo, n. 1947)
- Massimo Colesanti, critico letterario italiano (Larino, n. 1926 - Roma, † 2016)

## Cuochi(1)
- Massimo Bottura, cuoco, gastronomo e imprenditore italiano (Modena, n. 1962)

## Danzatori(2)
- Crash Kid, ballerino italiano (Roma, n. 1971 - Milano, † 1997)
- Massimo Murru, ballerino italiano (Milano, n. 1971)

## Danzatori su ghiaccio(1)
- Massimo Scali, danzatore su ghiaccio italiano (Monterotondo, n. 1979)

## Designer(1)
- Massimo Osti, designer e stilista italiano (Bologna, n. 1944 - Bologna, † 2005)

## Diplomatici(1)
- Massimo Spinetti, diplomatico italiano (Veroli, n. 1943)

## Direttori d'orchestra(3)
- Massimo Freccia, direttore d'orchestra italiano (Pistoia, n. 1906 - Ladispoli, † 2004)
- Massimo Pradella, direttore d'orchestra e violinista italiano (Ancona, n. 1924 - Roma, † 2021)
- Massimo de Bernart, direttore d'orchestra italiano (Roma, n. 1950 - Roma, † 2004)

## Direttori della fotografia(2)
- Massimo Schiavon, direttore della fotografia italiano (Saronno, n. 1972)
- Massimo Terzano, direttore della fotografia italiano (Torino, n. 1892 - Roma, † 1947)

## Dirigenti d'azienda(6)
- Massimo Bordi, dirigente d'azienda e ingegnere italiano (Bevagna, n. 1948)
- Massimo Chiesa, dirigente d'azienda e ex arbitro di calcio italiano (Livorno, n. 1958)
- Massimo Ferrario, manager, politico e dirigente pubblico italiano (Como, n. 1956)
- Massimo Liofredi, dirigente d'azienda italiano (Roma, n. 1955)
- Massimo Sarmi, dirigente d'azienda italiano (Malcesine, n. 1948)
- Massimo Simonini, dirigente d'azienda italiano (Roma, n. 1963)

## Dirigenti pubblici(2)
- Massimo Fichera, dirigente pubblico e dirigente d'azienda italiano (Catania, n. 1929 - Roma, † 2012)
- Massimo Parisi, dirigente pubblico italiano (Messina, n. 1968)

## Dirigenti sportivi(19)
- Massimo Ambrosini, dirigente sportivo e ex calciatore italiano (Pesaro, n. 1977)
- Massimo Bonini, dirigente sportivo, allenatore di calcio e ex calciatore sammarinese (Città di San Marino, n. 1959)
- Massimo Codol, dirigente sportivo e ex ciclista su strada italiano (Lecco, n. 1973)
- Massimo Crippa, dirigente sportivo e ex calciatore italiano (Seregno, n. 1965)
- Massimo Ghirotto, dirigente sportivo e ex ciclista su strada italiano (Boara Pisani, n. 1961)
- Massimo Ienca, dirigente sportivo italiano (Alassio, n. 1966)
- Massimo Margiotta, dirigente sportivo e ex calciatore italiano (Maracaibo, n. 1977)
- Massimo Mariotto, dirigente sportivo e ex calciatore italiano (San Stino di Livenza, n. 1966)
- Massimo Masolo, dirigente sportivo e chirurgo italiano (Vicenza, n. 1958)
- Massimo Matteoni, dirigente sportivo e pilota motociclistico italiano (Rimini, n. 1954)
- Massimo Mauro, dirigente sportivo, ex calciatore e politico italiano (Catanzaro, n. 1962)
- Massimo Paganin, dirigente sportivo, allenatore di calcio e ex calciatore italiano (Vicenza, n. 1970)
- Massimo Podenzana, dirigente sportivo e ex ciclista su strada italiano (La Spezia, n. 1961)
- Massimo Poggi, dirigente sportivo italiano (Genova, n. 1908 - Genova, † 1976)
- Massimo Pugliese, dirigente sportivo italiano (Avellino, n. 1967)
- Massimo Rivola, dirigente sportivo italiano (Faenza, n. 1971)
- Massimo Ronconi, dirigente sportivo, allenatore di calcio a 5 e ex giocatore di calcio a 5 italiano (Roma, n. 1956)
- Massimo Taibi, dirigente sportivo e ex calciatore italiano (Palermo, n. 1970)
- Massimo Tarantino, dirigente sportivo e ex calciatore italiano (Palermo, n. 1971)

## Disc jockey(1)
- Max Brigante, disc jockey e conduttore radiofonico italiano (Milano, n. 1975)

## Disegnatori(3)
- Massimo Bucchi, disegnatore e vignettista italiano (Roma, n. 1941)
- Massimo Fecchi, disegnatore e fumettista italiano (Città di Castello, n. 1946)
- Massimo Presciutti, disegnatore italiano (Camporeggiano, n. 1951)

## Doppiatori(8)
- Massimo Bitossi, doppiatore italiano (Torino, n. 1972)
- Massimo Corizza, doppiatore, direttore del doppiaggio e dialoghista italiano (Roma, n. 1957)
- Massimo De Ambrosis, doppiatore, dialoghista e direttore del doppiaggio italiano (Roma, n. 1964)
- Massimo Di Benedetto, doppiatore e direttore del doppiaggio italiano (Acqui Terme, n. 1977)
- Massimo Lodolo, doppiatore, direttore del doppiaggio e attore italiano (Roma, n. 1959)
- Massimo Rinaldi, doppiatore, direttore del doppiaggio e attore italiano (Roma, n. 1952)
- Massimo Rossi, doppiatore e direttore del doppiaggio italiano (Roma, n. 1955)
- Massimo Turci, doppiatore e direttore del doppiaggio italiano (Roma, n. 1930 - Roma, † 2023)

## Drammaturghi(2)
- Massimo Binazzi, commediografo e regista teatrale italiano (Assisi, n. 1922 - Perugia, † 1983)
- Massimo Sgorbani, drammaturgo e scrittore italiano (Milano, n. 1963 - Castell'Arquato, † 2023)

## Economisti(2)
- Massimo Mario Augello, economista italiano (Catanzaro, n. 1949)
- Massimo Bergami, economista e dirigente d'azienda italiano (Bologna, n. 1964)

## Editori(1)
- Massimo Bray, editore, politico e storico italiano (Lecce, n. 1959)

## Fantini(3)
- Massimo Alessandri, fantino italiano (Arcidosso, n. 1954)
- Massimo Columbu, fantino italiano (Gubbio, n. 1974)
- Massimo Tamberi, fantino italiano (Casciavola, n. 1854)

## Filologi(1)
- Massimo Raffaeli, filologo e critico letterario italiano (Chiaravalle, n. 1957)

## Filosofi(10)
- Massimo Adinolfi, filosofo, giornalista e saggista italiano (Salerno, n. 1967)
- Massimo Baldini, filosofo italiano (Greve in Chianti, n. 1947 - Roma, † 2008)
- Massimo Bonfantini, filosofo e semiologo italiano (Novara, n. 1942 - Milano, † 2018)
- Massimo Cacciari, filosofo, saggista e politico italiano (Venezia, n. 1944)
- Massimo Carboni, filosofo italiano (Livorno, n. 1954)
- Massimo Donà, filosofo e musicista italiano (Venezia, n. 1957)
- Massimo Marassi, filosofo italiano (Cardano al Campo, n. 1954)
- Massimo Pigliucci, filosofo, blogger e divulgatore scientifico italiano (Monrovia, n. 1964)
- Massimo Vedovelli, filosofo e linguista italiano (Roma, n. 1953)
- Massimo di Efeso, filosofo greco antico (Efeso - Efeso, † 372)

## Fisarmonicisti(1)
- Massimo Castellina, fisarmonicista e cantante italiano (Asti, n. 1970 - Asti, † 2014)

## Fisici(3)
- Massimo Inguscio, fisico italiano (Lecce, n. 1950)
- Massimo Porrati, fisico italiano (Genova, n. 1961)
- Massimo Scalia, fisico, politico e attivista italiano (Roma, n. 1942 - Roma, † 2023)

## Flautisti(2)
- Massimo De Mattia, flautista e compositore italiano (Pordenone, n. 1959)
- Massimo Mercelli, flautista italiano (Imola, n. 1959)

## Fotografi(3)
- Massimo Gatti, fotografo e imprenditore svizzero (Roma, n. 1943 - Milano, † 2015)
- Massimo Listri, fotografo italiano (Firenze, n. 1953)
- Massimo Vitali, fotografo italiano (Como, n. 1944)

## Fotoreporter(1)
- Massimo Sestini, fotoreporter italiano (Prato, n. 1963)

## Francescani(1)
- Massimo Pazzini, francescano e biblista italiano (Verucchio, n. 1955)

## Fumettisti(11)
- Massimo Belardinelli, fumettista italiano (n. 1938 - † 2007)
- Massimo Bonfatti, fumettista italiano (Modena, n. 1960)
- Massimo Carnevale, fumettista e illustratore italiano (Roma, n. 1967)
- Massimo Cavezzali, fumettista italiano (Ravenna, n. 1950 - Firenze, † 2023)
- Massimo Dall'Oglio, fumettista italiano (San Gavino Monreale, n. 1973)
- Massimo De Vita, fumettista italiano (Milano, n. 1941)
- Massimo Fenati, fumettista, illustratore e animatore italiano (Genova, n. 1969)
- Massimo Giacon, fumettista italiano (Padova, n. 1961)
- Massimo Marconi, fumettista italiano (Milano, n. 1945 - Milano, † 2025)
- Massimo Mattioli, fumettista, illustratore e scrittore italiano (Roma, n. 1943 - Roma, † 2019)
- Massimo Rotundo, fumettista, illustratore e pittore italiano (Roma, n. 1955)

## Funzionari(1)
- Massimo, funzionario romano

## Geografi(1)
- Massimo Quaini, geografo italiano (Celle Ligure, n. 1941 - Genova, † 2017)

## Giocatori di baseball(2)
- Massimo Ceccotti, giocatore di baseball, allenatore di baseball e dirigente sportivo italiano (Assago, n. 1931 - Roma, † 2007)
- Massimo Fochi, ex giocatore di baseball e dirigente sportivo italiano (Parma, n. 1964)

## Giocatori di biliardo(1)
- Massimo Caria, giocatore di biliardo italiano (Milano, n. 1960)

## Giocatori di calcio a 5(3)
- Massimo De Luca, giocatore di calcio a 5 italiano (Napoli, n. 1987)
- Massimo Rinaldi, ex giocatore di calcio a 5 italiano (Roma, n. 1967)
- Massimo Riscino, ex giocatore di calcio a 5 italiano (Roma, n. 1969)

## Giocatori di curling(3)
- Massimo Alverà, ex giocatore di curling italiano (Cortina d'Ampezzo, n. 1957)
- Massimo Antonelli, giocatore di curling e dirigente sportivo italiano (Cortina d'Ampezzo, n. 1968)
- Massimo Constantini, giocatore di curling italiano (Firenze, n. 1961)

## Giocatori di football americano(2)
- Massimo Manca, ex giocatore di football americano italiano (Sassari, n. 1964)
- Massimo Pignataro, giocatore di football americano francese (n. 1992)

## Giornalisti(41)
- Massimo Alberini, giornalista e scrittore italiano (Padova, n. 1909 - Venezia, † 2000)
- Massimo Alberizzi, giornalista italiano (Milano, n. 1947)
- Massimo Bernardini, giornalista, conduttore televisivo e autore televisivo italiano (Milano, n. 1955)
- Massimo Bertarelli, giornalista e critico cinematografico italiano (Villasanta, n. 1943 - Milano, † 2019)
- Massimo Bordin, giornalista e conduttore radiofonico italiano (Roma, n. 1951 - Roma, † 2019)
- Massimo Callegari, giornalista, conduttore televisivo e telecronista sportivo italiano (Ferrara, n. 1977)
- Massimo Caputi, giornalista, conduttore televisivo e telecronista sportivo italiano (Roma, n. 1961)
- Massimo Caputo, giornalista italiano (San Salvatore Monferrato, n. 1899 - Salò, † 1968)
- Massimo Carboni, giornalista e conduttore radiofonico italiano (Mondolfo, n. 1943)
- Massimo Caviglia, giornalista, fumettista e sceneggiatore italiano (Roma, n. 1958)
- Massimo Cerofolini, giornalista, conduttore radiofonico e sceneggiatore italiano (Roma, n. 1961)
- Massimo Corcione, giornalista italiano (Torre Annunziata, n. 1957)
- Massimo Cotto, giornalista, disc jockey e scrittore italiano (Asti, n. 1962 - Asti, † 2024)
- Massimo De Angelis, giornalista e filosofo italiano (Roma, n. 1954)
- Massimo De Donato, giornalista italiano (Salerno, n. 1968)
- Massimo De Luca, giornalista, conduttore radiofonico e conduttore televisivo italiano (Roma, n. 1950)
- Massimo Della Pergola, giornalista italiano (Trieste, n. 1912 - Milano, † 2006)
- Massimo Donelli, giornalista italiano (Genova, n. 1954)
- Massimo Dursi, giornalista, scrittore e commediografo italiano (Bologna, n. 1902 - Bologna, † 1982)
- Massimo Fini, giornalista, saggista e attivista italiano (Cremeno, n. 1943)
- Massimo Franco, giornalista e saggista italiano (Roma, n. 1954)
- Massimo Giannini, giornalista, saggista e opinionista italiano (Roma, n. 1962)
- Massimo Giletti, giornalista, conduttore televisivo e conduttore radiofonico italiano (Torino, n. 1962)
- Massimo Gramellini, giornalista, scrittore e conduttore televisivo italiano (Torino, n. 1960)
- Massimo Infante, giornalista, storico e saggista italiano (Trieste, n. 1923 - Milano, † 2001)
- Massimo Lugli, giornalista e scrittore italiano (Roma, n. 1955)
- Massimo Marianella, giornalista e telecronista sportivo italiano (Roma, n. 1966)
- Massimo Milone, giornalista italiano (Napoli, n. 1955 - Napoli, † 2023)
- Massimo Mucchetti, giornalista e politico italiano (Brescia, n. 1953)
- Massimo Nava, giornalista e scrittore italiano (Milano, n. 1950)
- Massimo Ostillio, giornalista e politico italiano (Taranto, n. 1957)
- Massimo Polidoro, giornalista, scrittore e divulgatore scientifico italiano (Voghera, n. 1969)
- Massimo Rendina, giornalista e partigiano italiano (Venezia, n. 1920 - Roma, † 2015)
- Massimo Righi, giornalista italiano (Santa Margherita Ligure, n. 1967)
- Massimo Riva, giornalista e politico italiano (Milano, n. 1940)
- Massimo Rocca, giornalista e politico italiano (Torino, n. 1884 - Salò, † 1973)
- Massimo Russo, giornalista italiano (Venezia, n. 1965)
- Max Stefani, giornalista e critico musicale italiano (Roma, n. 1951)
- Massimo Tecca, giornalista e telecronista sportivo italiano (Roma, n. 1958)
- Massimo Valentini, giornalista italiano (Roma, n. 1929 - Roma, † 1984)
- Massimo Zamorani, giornalista e scrittore italiano (Milano, n. 1926 - Santa Margherita Ligure, † 2018)

## Giuristi(6)
- Massimo D'Antona, giurista italiano (Roma, n. 1948 - Roma, † 1999)
- Massimo Severo Giannini, giurista e politico italiano (Roma, n. 1915 - Roma, † 2000)
- Massimo Krogh, giurista e avvocato italiano (Napoli, n. 1931)
- Massimo Luciani, giurista e costituzionalista italiano (Roma, n. 1952)
- Massimo Pilotti, giurista e magistrato italiano (Roma, n. 1879 - Roma, † 1962)
- Massimo Vari, giurista e docente italiano (Frosinone, n. 1937 - Roma, † 2013)

## Golfisti(1)
- Massimo Mannelli, golfista italiano (n. 1956)

## Grammatici(1)
- Massimo Planude, grammatico, teologo e monaco cristiano bizantino (Nicomedia)

## Hockeisti in-line(1)
- Massimo Stevanoni, hockeista in-line e ex hockeista su ghiaccio italiano (Verona, n. 1980)

## Hockeisti su ghiaccio(3)
- Massimo Camin, ex hockeista su ghiaccio italiano (Bolzano, n. 1988)
- Massimo Costantini, ex hockeista su ghiaccio italiano (Cortina d'Ampezzo, n. 1959)
- Massimo Ronchetti, hockeista su ghiaccio svizzero (Lugano, n. 1992)

## Hockeisti su pista(2)
- Massimo Cunegatti, ex hockeista su pista italiano (Valdagno, n. 1971)
- Massimo Tataranni, hockeista su pista e allenatore di hockey su pista italiano (Matera, n. 1978)

## Imprenditori(11)
- Massimo Banzi, imprenditore e designer italiano (Monza, n. 1968)
- Massimo Calearo Ciman, imprenditore e ex politico italiano (Vicenza, n. 1955)
- Massimo Carraro, imprenditore e politico italiano (Camposampiero, n. 1959)
- Massimo Cellino, imprenditore e dirigente sportivo italiano (Cagliari, n. 1956)
- Massimo Ciancimino, imprenditore italiano (Palermo, n. 1963)
- Massimo Colomban, imprenditore italiano (Santa Lucia di Piave, n. 1949)
- Massimo Gabutti, imprenditore e produttore discografico italiano (Torino, n. 1959)
- Massimo Mezzaroma, imprenditore e dirigente sportivo italiano (Roma, n. 1972)
- Massimo Moratti, imprenditore e dirigente sportivo italiano (Bosco Chiesanuova, n. 1945)
- Massimo Olivetti, imprenditore italiano (Ivrea, n. 1902 - Ivrea, † 1949)
- Massimo Zanetti, imprenditore e politico italiano (Villorba, n. 1948)

## Ingegneri(6)
- Massimo Aparo, ingegnere italiano (Pistoia, n. 1953)
- Massimo Majowiecki, ingegnere e architetto italiano (Milano, n. 1945)
- Massimo Trella, ingegnere italiano (Roma, n. 1932 - Roma, † 2002)
- Massimo Piacentini, ingegnere e urbanista italiano (Roma, n. 1898 - Roma, † 1974)
- Massimo Rinaldi, ingegnere e inventore italiano (Roma, n. 1929 - † 2009)
- Massimo Tamburini, ingegnere e designer italiano (Rimini, n. 1943 - Città di San Marino, † 2014)

## Islamisti(1)
- Massimo Campanini, islamista, storico della filosofia e traduttore italiano (Milano, n. 1954 - Milano, † 2020)

## Judoka(1)
- Massimo Sulli, ex judoka italiano (Roma, n. 1963)

## Kickboxer(2)
- Massimo Brizi, kickboxer italiano (Viterbo, n. 1977)
- Massimo Liberati, ex kickboxer italiano (Roma, n. 1961)

## Latinisti(1)
- Massimo Lenchantin de Gubernatis, latinista e metricista italiano (Torino, n. 1884 - Pavia, † 1950)

## Linguisti(4)
- Massimo Arcangeli, linguista, politico e sociologo italiano (Roma, n. 1960)
- Massimo Fanfani, linguista italiano (Firenze, n. 1953)
- Massimo Palermo, linguista e grammatico italiano (Roma, n. 1963)
- Massimo Pittau, linguista e glottologo italiano (Nuoro, n. 1921 - Sassari, † 2019)

## Liutisti(2)
- Massimo Lonardi, liutista italiano (Milano, n. 1953)
- Massimo Marchese, liutista italiano (Savona, n. 1965)

## Maestri di scherma(1)
- Massimo La Rosa, maestro di scherma e dirigente sportivo italiano (Termini Imerese, n. 1982)

## Magistrati(1)
- Massimo Di Donato, magistrato e politico italiano (Sicignano degli Alburni, n. 1874 - Roma, † 1943)

## Maratoneti(1)
- Massimo Magnani, ex maratoneta italiano (Ferrara, n. 1951)

## Marciatori(1)
- Massimo Stano, marciatore italiano (Grumo Appula, n. 1992)

## Matematici(1)
- Massimo Marchiori, matematico e informatico italiano (Padova, n. 1970)

## Medici(4)
- Massimo Barra, medico italiano (Roma, n. 1947)
- Massimo Galli, medico italiano (Milano, n. 1951)
- Massimo Inardi, medico, parapsicologo e personaggio televisivo italiano (Roma, n. 1927 - Bologna, † 1993)
- Massimo Fabrizio Martelli, medico e ematologo italiano (Città della Pieve, n. 1939)

## Mercanti(1)
- Massimo di Lello di Cecco, mercante italiano (Roma - Roma, † 1465)

## Mezzofondisti(2)
- Massimo Cartasegna, mezzofondista, siepista e arbitro di calcio italiano (Torino, n. 1885 - Torino, † 1963)
- Massimo Pegoretti, ex mezzofondista italiano (n. 1974)

## Militari(4)
- Massimo Capialbi, militare e politico italiano (Vibo Valentia, n. 1874 - Amantea, † 1960)
- Massimo Invrea, militare e politico italiano (Novara, n. 1898 - Varazze, † 1976)
- Massimo Martinelli, militare e direttore di banda italiano (Roma, n. 1965)
- Massimo Raffaello Scala, militare italiano (Milazzo, n. 1933 - Codroipo, † 1961)

## Monaci cristiani(1)
- Massimo il Confessore, monaco cristiano e teologo bizantino (Costantinopoli - Lazica, † 662)

## Montatori(1)
- Massimo Fiocchi, montatore italiano

## Musicisti(8)
- Bad Sector, musicista e compositore italiano (Lucca, n. 1966)
- Massimo Biscardi, musicista italiano (Monopoli, n. 1955)
- Massimo Bonelli, musicista, produttore discografico e editore italiano (Salerno, n. 1974)
- Massimo Catalano, musicista, trombettista e personaggio televisivo italiano (Roma, n. 1936 - Amelia, † 2013)
- Max Costa, musicista e produttore discografico italiano (Caracas, n. 1962)
- Massimo Fiorio, musicista e scrittore italiano (Verona, n. 1977)
- Massimo Ghiacci, musicista e bassista italiano (Reggio Emilia, n. 1967)
- Massimo Giuntini, musicista italiano (Arezzo, n. 1965)

## Musicologi(1)
- Massimo Mila, musicologo, critico musicale e traduttore italiano (Torino, n. 1910 - Torino, † 1988)

## Nuotatori(5)
- Massimo Costa, nuotatore italiano
- Massimo Nistri, nuotatore italiano (Firenze, n. 1955 - Firenze, † 2024)
- Massimo Rosi, nuotatore italiano (Castelfranco di Sotto, n. 1944 - Livorno, † 1995)
- Massimo Sacchi, ex nuotatore italiano (Milano, n. 1950)
- Massimo Trevisan, ex nuotatore italiano (Cinisello Balsamo, n. 1968)

## Organisti(1)
- Massimo Nosetti, organista, compositore e direttore d'orchestra italiano (Bassignana, n. 1960 - Torino, † 2013)

## Pallamanisti(1)
- Massimo Mauceri, ex pallamanista italiano (Siracusa, n. 1963)

## Pallanuotisti(1)
- Massimo Giacoppo, pallanuotista italiano (Messina, n. 1983)

## Pallavolisti(4)
- Massimo Bedino, ex pallavolista italiano (Borgo San Dalmazzo, n. 1967)
- Massimo Castagna, ex pallavolista italiano (Catania, n. 1961)
- Massimo Colaci, pallavolista italiano (Gagliano del Capo, n. 1985)
- Massimo Pecorari, pallavolista italiano (Monfalcone, n. 1974)

## Partigiani(2)
- Massimo Gizzio, partigiano italiano (Napoli, n. 1925 - Roma, † 1944)
- Massimo Montano, partigiano italiano (L'Escarène, n. 1919 - Torino, † 1944)

## Patologi(1)
- Massimo Rugge, patologo e oncologo italiano (Lecce, n. 1949)

## Patriarchi cattolici(1)
- Massimo V Hakim, patriarca cattolico egiziano (Tanta, n. 1908 - Beirut, † 2001)

## Percussionisti(1)
- Massimo Laguardia, percussionista e cantante italiano (Palermo, n. 1961)

## Pianisti(3)
- Massimo Bogianckino, pianista, direttore artistico e politico italiano (Roma, n. 1922 - Firenze, † 2009)
- Massimo Colombo, pianista e compositore italiano (Milano, n. 1961)
- Massimo Faraò, pianista italiano (Genova, n. 1965)

## Piloti automobilistici(3)
- Massimo Arduini, pilota automobilistico italiano (Milano, n. 1960)
- Massimo Natili, pilota automobilistico italiano (Ronciglione, n. 1935 - Viterbo, † 2017)
- Massimo Pigoli, pilota automobilistico italiano (Menaggio, n. 1958)

## Piloti di rally(3)
- Miki Biasion, ex pilota di rally italiano (Bassano del Grappa, n. 1958)
- Massimo Ercolani, pilota di rally sammarinese (Città di San Marino, n. 1957 - Serravalle, † 2009)
- Massimo Liverani, pilota di rally italiano (Rocca San Casciano, n. 1961)

## Piloti motociclistici(4)
- Massimo Beltrami, pilota motociclistico italiano (Bologna, n. 1972)
- Max Manzo, pilota motociclistico italiano (Varese, n. 1966)
- Massimo Meregalli, pilota motociclistico italiano (Monza, n. 1971)
- Massimo Roccoli, pilota motociclistico italiano (Rimini, n. 1984)

## Pittori(3)
- Massimo Marchesotti, pittore, direttore di coro e musicologo italiano (Milano, n. 1935 - Milano, † 2019)
- Massimo Quaglino, pittore e scultore italiano (Refrancore, n. 1899 - Torino, † 1982)
- Massimo Stanzione, pittore italiano (Frattamaggiore, n. 1585 - Napoli, † 1656)

## Poeti(2)
- Massimo Ferretti, poeta, scrittore e giornalista italiano (Chiaravalle, n. 1935 - Roma, † 1974)
- Massimo Troiano, poeta italiano (Napoli - Baviera, † 1570)

## Polistrumentisti(1)
- Massimo Martellotta, polistrumentista, compositore e arrangiatore italiano (Roma, n. 1978)

## Poliziotti(2)
- Massimo Impieri, poliziotto italiano (Maratea, n. 1979 - Crotone, † 2013)
- Massimo Urbano, carabiniere italiano (Poggio Imperiale, n. 1972 - Urago d'Oglio, † 2000)

## Presbiteri(3)
- Massimo Palombella, presbitero e direttore di coro italiano (Torino, n. 1967)
- Massimo Rastrelli, presbitero italiano (Portici, n. 1929 - San Biagio di Callalta, † 2018)
- Massimo Santoro Tubito, presbitero e scrittore italiano (Altamura, n. 1660)

## Procuratori sportivi(2)
- Massimo Brambati, procuratore sportivo e ex calciatore italiano (Milano, n. 1966)
- Massimo Briaschi, procuratore sportivo e ex calciatore italiano (Lugo di Vicenza, n. 1958)

## Produttori cinematografici(1)
- Massimo Ferrero, produttore cinematografico e imprenditore italiano (Roma, n. 1951)

## Produttori televisivi(1)
- Massimo Del Frate, produttore televisivo italiano (Milano, n. 1959)

## Psichiatri(2)
- Massimo Fagioli, psichiatra e psicoterapeuta italiano (Monte Giberto, n. 1931 - Roma, † 2017)
- Massimo Picozzi, psichiatra, criminologo e scrittore italiano (Milano, n. 1956)

## Psicoanalisti(2)
- Massimo Ammaniti, psicanalista, docente e scrittore italiano (Roma, n. 1941)
- Massimo Recalcati, psicoanalista e saggista italiano (Milano, n. 1959)

## Pugili(1)
- Massimo Consolati, pugile italiano (Ancona, n. 1937 - Ancona, † 2022)

## Registi(19)
- Massimo Antonelli, regista e sceneggiatore italiano (Asmara, n. 1942)
- Massimo Cappelli, regista cinematografico italiano (Ascoli Piceno, n. 1966)
- Massimo Coglitore, regista italiano (Messina, n. 1970)
- Massimo Costa, regista italiano (Roma, n. 1951 - Roma, † 2004)
- Massimo Dallamano, regista e direttore della fotografia italiano (Milano, n. 1917 - Roma, † 1976)
- Massimo Felisatti, regista, sceneggiatore e scrittore italiano (Ferrara, n. 1932 - Roma, † 2016)
- Massimo Guglielmi, regista, sceneggiatore e produttore cinematografico italiano (Venezia, n. 1954)
- Massimo Lopresti, regista italiano (Reggio Calabria, n. 1967)
- Massimo Martella, regista e sceneggiatore italiano (n. 1961)
- Massimo Mazzucco, regista, sceneggiatore e blogger italiano (Torino, n. 1954)
- Massimo Natale, regista e sceneggiatore italiano (n. 1962)
- Massimo Paolucci, regista italiano (Roma, n. 1962)
- Massimo Pirri, regista e sceneggiatore italiano (Campagnano di Roma, n. 1945 - Roma, † 2001)
- Massimo Pupillo, regista italiano (Rodi Garganico, n. 1922 - Roma, † 1999)
- Massimo Sani, regista, sceneggiatore e giornalista italiano (Ferrara, n. 1929 - Roma, † 2018)
- Massimo Scaglione, regista e politico italiano (Garessio, n. 1931 - Torino, † 2015)
- Massimo Scaglione, regista e sceneggiatore italiano (Acri, n. 1956)
- Massimo Spano, regista e scenografo italiano (Roma, n. 1958)
- Massimo Venier, regista, sceneggiatore e autore televisivo italiano (Varese, n. 1967)

## Registi teatrali(3)
- Massimo Navone, regista teatrale e autore televisivo italiano (Savona, n. 1958)
- Massimo Romeo Piparo, regista teatrale, direttore artistico e produttore teatrale italiano (Messina, n. 1967)
- Massimo de Vita, regista teatrale, attore e sceneggiatore italiano (Corciano, n. 1936)

## Religiosi(2)
- Massimo Fusarelli, religioso italiano (Roma, n. 1963)
- Massimo, religioso e santo russo († 1305)

## Retori(2)
- Massimo di Tiro, retore e filosofo greco antico (Tiro)
- Massimo di Madaura, oratore e grammatico latino

## Rugbisti a 15(8)
- Massimo Alfonsetti, rugbista a 15 italiano (L'Aquila, n. 1972)
- Massimo Bonomi, ex rugbista a 15 italiano (Brescia, n. 1967)
- Massimo Brunello, ex rugbista a 15 e allenatore di rugby a 15 italiano (Arquà Polesine, n. 1967)
- Massimo Cioffi, rugbista a 15 italiano (Telese Terme, n. 1997)
- Massimo Cuttitta, rugbista a 15 e allenatore di rugby a 15 italiano (Latina, n. 1966 - Albano Laziale, † 2021)
- Massimo Giovanelli, ex rugbista a 15 e dirigente sportivo italiano (Noceto, n. 1967)
- Massimo Mascioletti, ex rugbista a 15, allenatore di rugby a 15 e dirigente sportivo italiano (L'Aquila, n. 1958)
- Massimo Ravazzolo, ex rugbista a 15 e allenatore di rugby a 15 italiano (Calvisano, n. 1972)

## Saggisti(3)
- Massimo Corsale, saggista, sociologo e scrittore italiano (Napoli, n. 1935)
- Massimo Morasso, saggista, poeta e critico letterario italiano (Genova, n. 1964)
- Massimo Zanichelli, saggista e regista italiano (Milano, n. 1970)

## Saltatori con gli sci(1)
- Massimo Rigoni, ex saltatore con gli sci italiano (Asiago, n. 1961)

## Sassofonisti(2)
- Massimo Urbani, sassofonista italiano (Roma, n. 1957 - Roma, † 1993)
- Massimo Valentini, sassofonista italiano (Urbania, n. 1978)

## Sceneggiatori(5)
- Massimo De Rita, sceneggiatore italiano (Roma, n. 1934 - Roma, † 2013)
- Massimo Franciosa, sceneggiatore, regista e scrittore italiano (Roma, n. 1924 - Roma, † 1998)
- Massimo Gaudioso, sceneggiatore, regista e attore italiano (Napoli, n. 1958)
- Massimo Vavassori, sceneggiatore italiano (Romano di Lombardia, n. 1982)
- Massimo Vincenti, sceneggiatore italiano (n. 1950)

## Scenografi(3)
- Massimo Corevi, scenografo italiano
- Antonello Geleng, scenografo e costumista italiano (Milano, n. 1946)
- Massimo Marafante, scenografo italiano

## Schermidori(1)
- Massimo Cavaliere, ex schermidore italiano (Napoli, n. 1962)

## Sciatori alpini(2)
- Massimo Penasa, ex sciatore alpino italiano (Bolzano, n. 1983)
- Massimo Zucchelli, ex sciatore alpino italiano (n. 1972)

## Scrittori(23)
- Massimo Barone, scrittore, saggista e drammaturgo italiano (Roma, n. 1942)
- Massimo Beltrame, scrittore italiano (Milano, n. 1975)
- Massimo Bisotti, scrittore italiano (Roma, n. 1979)
- Massimo Bontempelli, scrittore e saggista italiano (Como, n. 1878 - Roma, † 1960)
- Massimo Cacciapuoti, scrittore e sceneggiatore italiano (Giugliano in Campania, n. 1970)
- Massimo Carlotto, scrittore, drammaturgo e giornalista italiano (Padova, n. 1956)
- Massimo Cassani, scrittore e giornalista italiano (Cittiglio, n. 1966)
- Massimo Gregori Grgič, scrittore italiano (Firenze, n. 1950)
- Massimo Griffo, scrittore, saggista e giornalista italiano (Palermo, n. 1932 - Firenze, † 2016)
- Massimo Grillandi, scrittore, poeta e traduttore italiano (Forlì, n. 1921 - Roma, † 1987)
- Massimo Lo Jacono, scrittore e giornalista italiano (Roma, n. 1937)
- Massimo Lolli, scrittore italiano (Portici, n. 1960)
- Massimo Maugeri, scrittore italiano (Catania, n. 1968)
- Massimo Mongai, scrittore italiano (Roma, n. 1950 - Roma, † 2016)
- Massimo Onofri, scrittore, critico letterario e saggista italiano (Viterbo, n. 1961)
- Massimo Pellicano, scrittore, giornalista e pittore italiano (Gioiosa Ionica, n. 1896 - Roma, † 1967)
- Massimo Pietroselli, scrittore italiano (Roma, n. 1964)
- Massimo Quezel, scrittore italiano (Padova, n. 1965)
- Massimo Recchioni, scrittore italiano (Roma, n. 1959)
- Massimo Rizzante, scrittore, poeta e saggista italiano (San Donà di Piave, n. 1963)
- Massimo Siviero, scrittore italiano (Roma)
- Massimo Sozzi, scrittore italiano (Massa Marittima, n. 1957)
- Massimo Viglione, scrittore italiano (Caserta, n. 1964)

## Scultori(3)
- Massimo Facchin, scultore, pittore e inventore italiano (Lamon, n. 1916 - Belluno, † 2018)
- Massimo Ghiotti, scultore italiano (Torino, n. 1938 - Torino, † 2023)
- Massimo Sansavini, scultore italiano (Forlì, n. 1961)

## Semiologi(1)
- Massimo Maietti, semiologo italiano (Lodi, n. 1974)

## Siepisti(1)
- Massimo Begnis, ex siepista italiano (Varese, n. 1940)

## Sociologi(2)
- Massimo Introvigne, sociologo e saggista italiano (Roma, n. 1955)
- Massimo Paci, sociologo italiano (Napoli, n. 1936)

## Storici(10)
- Massimo Bontempelli, storico e filosofo italiano (Pisa, n. 1946 - Pisa, † 2011)
- Massimo Bucciantini, storico italiano (San Marcello Pistoiese, n. 1952)
- Massimo Firpo, storico italiano (Torino, n. 1946)
- Massimo Miglio, storico italiano (Roma, n. 1942)
- Massimo Montanari, storico italiano (Imola, n. 1949)
- Massimo Petrocchi, storico italiano (Tivoli, n. 1918 - Roma, † 1991)
- Massimo Salvadori Paleotti, storico e antifascista italiano (Londra, n. 1908 - Northampton, † 1992)
- Massimo Luigi Salvadori, storico e politico italiano (Ivrea, n. 1936)
- Massimo Vallerani, storico italiano (Roma, n. 1961)
- Massimo Adolfo Vitale, storico e romanziere italiano (Torino, n. 1885 - Civitavecchia, † 1968)

## Storici della filosofia(2)
- Massimo Mori, storico della filosofia italiano (Torino, n. 1948)
- Massimo Mugnai, storico della filosofia e logico italiano (Firenze, n. 1947)

## Storici delle religioni(1)
- Massimo Faggioli, storico delle religioni italiano (Codigoro, n. 1970)

## Stuntman(1)
- Massimo Vanni, stuntman e attore italiano (Roma, n. 1946)

## Tennistavolisti(1)
- Massimo Costantini, tennistavolista italiano (Senigallia, n. 1958)

## Tennisti(7)
- Massimo Ardinghi, ex tennista italiano (Genova, n. 1971)
- Massimo Bertolini, ex tennista italiano (Verona, n. 1974)
- Massimo Boscatto, ex tennista italiano (Napoli, n. 1971)
- Massimo Cierro, ex tennista italiano (Napoli, n. 1964)
- Massimo Dell'Acqua, ex tennista italiano (Como, n. 1979)
- Massimo Di Domenico, ex tennista e allenatore di tennis italiano (Roma, n. 1945)
- Massimo Valeri, ex tennista italiano (Roma, n. 1972)

## Tenori(2)
- Massimo Crispi, tenore italiano (Palermo)
- Massimo Giordano, tenore italiano (Pompei, n. 1971)

## Terroristi(1)
- Massimo Carfora, terrorista italiano (Milano, n. 1956)

## Tiratori a volo(1)
- Massimo Fabbrizi, tiratore a volo italiano (San Benedetto del Tronto, n. 1977)

## Trombonisti(1)
- Massimo Morganti, trombonista, compositore e direttore d'orchestra italiano (Fossombrone, n. 1972)

## Tuffatori(1)
- Massimo Castellani, ex tuffatore italiano (Verona, n. 1961)

## Umanisti(1)
- Massimo il Greco, umanista, linguista e religioso greco (Arta, n. 1480 - Monastero della Trinità di San Sergio, † 1556)

## Velisti(2)
- Massimo Oberti, velista italiano (Genova, n. 1901 - Genova, † 1972)
- Enrico Poggi, velista italiano (Genova, n. 1908 - Genova, † 1976)

## Vescovi(7)
- Massimo di Napoli, vescovo e santo italiano († 361)
- Massimo di Alessandria, vescovo e santo greco antico (Egitto - Alessandria d'Egitto, † 282)
- Massimo di Torino, vescovo romano
- Massimo di Nola, vescovo e santo romano (Nola - Nola)
- Massimo di Verona, vescovo italiano (Verona)
- Massimo II di Torino, vescovo romano (Torino)
- Massimo III di Gerusalemme, vescovo romano (Gerusalemme, † 350)

## Vescovi cattolici(5)
- Massimo Camisasca, vescovo cattolico e teologo italiano (Milano, n. 1946)
- Massimo Giustetti, vescovo cattolico italiano (Riva di Pinerolo, n. 1926 - Biella, † 2012)
- Massimo III Mazloum, vescovo cattolico e patriarca cattolico siriano (Aleppo, n. 1779 - Alessandria d'Egitto, † 1855)
- Massimo II Hakim, vescovo cattolico e patriarca cattolico siriano (Aleppo, n. 1689 - Damasco, † 1761)
- Massimo Rinaldi, vescovo cattolico e missionario italiano (Rieti, n. 1869 - Roma, † 1941)

## Violinisti(2)
- Massimo Coen, violinista, musicista e compositore italiano (Roma, n. 1933 - Roma, † 2017)
- Massimo Quarta, violinista e direttore d'orchestra italiano (Bournemouth, n. 1965)

## Violoncellisti(1)
- Massimo Amfiteatrof, violoncellista italiano (Parigi, n. 1907 - Levanto, † 1990)

## Senza attività specificata(3)
- Massimo d'Aveia, romano (Aveia)
- Massimo, romano
- Massimo Vignelli, grafico e designer italiano (Milano, n. 1931 - New York, † 2014)